# Веласко, Диего де
Диего де Веласко (исп. Diego de Velasco; ум. 1575) — профессиональный военный, занимавший пост временного лейтенант-губернатора испанской Флориды с 1574 по 1576 год. Его пребывание в этой должности закончилось заключением в тюрьму его и его казначея Бертоломео Мартинеса. Арестовал их преемник Веласко на посту губернатора Эрнандо де Миранда после расследования коррупции в его администрации, а также преступлений, совершённых против коренных жителей и испанских поселенцев Флориды.

## Биография
Диего де Веласко приходился зятем первому губернатору Флориды Педро Менендесу де Авилесу. В юности он вступил в ряды испанской армии, дослужившись до звания лейтенанта.
В 1571 году Веласко руководил строительством форта Сан-Фелипе, располагавшегося на территории нынешнего Пэррис-Айленда (Южная Каролина). Форт был построен для защиты испанских поселенцев во Флориде после рейда французских поселенцев и союзных им индейцев.
17 сентября 1574 года, после того как его отец стал генералом Новой королевской армии (исп. Nueva Armada Real), Веласко был назначен временным губернатором Флориды после смерти Менендеса. Столицей колонии в то время служило недавно основанное поселение Санта-Элена, располагавшееся на территории современной Южной Каролины.
Касик гуале поведал Алонсо де Ольмосу о том, что испанцы обратили его в христианство, но с единственной целью поработить его и присвоить себе его имущество. По-видимому, Веласко и капитан Алонсо де Солис забрали у индейцев несколько брас (браса — испанская единица длины, равная длине вытянутых рук) жемчуга, служившего местным средством обмена, стоимостью в два золотых дуката каждый, а также несколько каноэ, при этом ни за что не заплатив. Веласко отрицал обвинения в том, что заставлял индейцев лично ему платить дань, и утверждал, что на самом деле он с индейцами обменивался подарками. Так индейцы, по его словам, получили испанские товары, такие как железные сельскохозяйственные орудия, одеяла и одежду. Веласко уверял, что он подружился с касиком, который заболел во время своего визита в Санта-Элену, а он лечил его дорогостоящими лекарственными средствами, пока тот не выздоровел. Веласко также утверждал, что он приподнёс вождю и его супруге и другие подарки, такие как одежда, а они в знак признательности подарили ему брасу недорого чёрного жемчуга.
Согласно письменному свидетельству священника Оре в 1576 году, Веласко, пригласив касиков гуале собраться в Санта-Элене и указав при этом, что не причинит им никакого вреда, повесил одного из них (племянника касика) в наказание за убийство индейского вождя-христианина. Эти события привели к широкомасштабному восстанию гуале и насилию против испанцев во Флориде.
Тридцать солдат, оборонявших Санта-Элену от индейцев, погибли, в результате чего в конце лета 1576 года город был временно оставлен, а затем сожжен индейцами на глазах у солдат и поселенцев, когда они собирались отплыть от Порт-Ройял-Саунда.
Веласко также был обвинён в неправильном обращении с жалованьем провинциальных солдат. В результате в 1575 году он был заменён на посту губернатора Флориды Эрнандо де Мирандой.
Когда в 1575 году Миранда прибыл во Флориду, он прежде чем занять пост губернатора начал работать над искоренением коррупции в вверенной ему провинции и обнаружил, что Веласко присвоил себе крупные суммы денег, бывших у Менендеса, под тем предлогом, что деньги официально переходили в его собственность после смерти аделантадо. Миранда ненадолго заключил его в тюрьму и заменил его в Санта-Элене одним из своих лейтенантов — Алонсо де Солисом. Веласко вместе со своим казначеем Бертоломео Мартинесом обвинялся в причастности к злоупотреблениям властью и незаконному присвоению средств Менендеса. 24 февраля 1576 года Эрнандо де Миранда вступил в должность губернатора Флориды.

## Личная жизнь
Веласко был женат на младшей дочери Менендеса — Марии Менендес де Авилес.